# Закони ідеальних газів
Зако́ни ідеа́льних га́зів (рос. законы идеальных газов; англ. ideal gas laws; нім. Gesetze n pl der idealen Gase n pl) — емпіричні правила, встановлені для ідеальних газів Бойлем та Маріоттом, Гей-Люссаком, Шарлем, Авогадро, Дальтоном; сукупність цих законів описує всі властивості ідеальних газів. Сформульовані у XVII—XIX століттях.

## Форма запису
Одним з основних є рівняння стану ідеального газу:
{\displaystyle pV=nRT}.
У хімії рівняння записують зазвичай для одного моля газу, й воно має вигляд:
{\displaystyle pV_{M}=RT}.
У цих формулах:
- V — об'єм,

- n — кількість газу, моль,

- р — абсолютний тиск,

- VM — молярний об'єм,

- R — універсальна газова стала,

- T - абсолютна температура,

## Інші формули та закони
- Ізохорний процес. Закон Шарля. V = const.
- Ізобарний процес. Закон Гей-Люссака. Р = const.
- Ізотермічний процес. Закон Бойля-Маріотта. T = const.
- Адіабатичний процес (ізоентропійний) — термодинамічний процес, який відбувається без теплообміну з навколишнім середовищем.
- Політропічний процес. Процес, при якому теплоємність газу залишається незмінною. Це загальний випадок всіх перерахованих вище процесів.
- Закон Авогадро. При однакових тисках і однакових температурах, в рівних об'ємах різних ідеальних газів міститься однакове число молекул.
- Закон Дальтона. Тиск суміші ідеальних газів дорівнює сумі парціальних тисків Р газів, що складають суміш.
- Об'єднаний газовий закон (Закон Клапейрона) — це Рівняння стану ідеального газу.